# Prieuré du Rouge-Cloître
Pour les articles homonymes, voir Abbaye Saint-Paul, Saint-Paul et Rouge-Cloître (homonymie).
Le prieuré du Rouge-Cloître (en néerlandais : Rood Klooster) porte le nom canonique d'abbaye Saint-Paul en Soignes. C’est d'abord un ermitage fondé en 1366. Le prieuré est édifié en 1374 sur un terrain concédé par la duchesse Jeanne de Brabant. Il est affilié la même année à l'ordre des chanoines réguliers de saint Augustin. En 1412, la congrégation rallie la congrégation de Windesheim:p40.
Les premiers siècles furent marqués par une grande dévotion et l’aisance matérielle. Le prieuré possédait une riche bibliothèque ainsi qu’un atelier d’enluminure réputé. Au XVIe siècle, le monastère était un des plus prestigieux des Pays-Bas espagnols, sa proximité de la ville de Bruxelles y contribuant pour beaucoup. Charles Quint y séjournait souvent. Mais à la fin du XVIe siècle, lors de la Révolte des Gueux, le prieuré est pillé et les chanoines sont contraints à se réfugier à Bruxelles jusqu’à la fin des troubles.
Le monastère fut supprimé à la suite de l'édit du 17 mars 1783 de l'empereur Joseph II, celui-ci désirant assainir les finances publiques. Six ans plus tard, grâce à la victoire de la révolution brabançonne sur les Impériaux, seize chanoines sont revenus s’installer au prieuré de Rouge-Cloître. Mais en 1792, les hussards français pillèrent l’abbaye, la suppression définitive arrivant en 1796 avec la suppression des monastères décrétée par le Directoire français.
Cet ancien prieuré se trouve administrativement à Auderghem, commune de la région bruxelloise (Belgique). Le domaine du Rouge-Cloître, entouré d'étangs et traversé par un fameux ruisseau, fut de tout temps un lieu prisé des amateurs de la nature, que ce soit pour y chasser, s’y reposer ou s'y promener.

## Étymologie
À l’origine le Roodklooster (le cloître rouge) était en fait le Roode Cluse [ou Kluis], c’est-à-dire l’Ermitage rouge. Les murs de l’ermitage étaient recouverts, semble-t-il, d’un enduit à base de tuiles pilées, pour les rendre imperméables, d’où sa couleur caractéristique. Tout naturellement, lorsqu’il est devenu prieuré (ayant nécessairement un cloître), il commença à être appelé Rouge-Cloitre, sa désignation officielle restant Saint-Paul en Soignes.

## Géographie

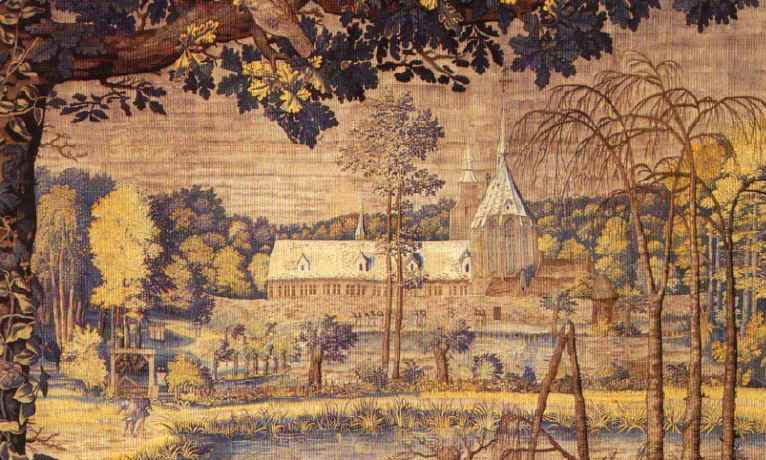
Le Rouge-Cloître vers 1540, détail de tapisserie : Les Chasses de Maximilien.

L'abbaye du Rouge-Cloître est située à l'orée de la forêt de Soignes, à 7 km au sud-est de la ville de Bruxelles. Le site apporte le grès calcaire nécessaire aux constructions, le bois de la forêt servant pour le mobilier et le chauffage. Les sources sont abondantes et les étangs poissonneux. Un moulin à eau, sur le ruisseau Roodkloosterbeek (ruisseau du Rouge-Cloître) qui traverse la propriété, permet de moudre le grain et de presser l’huile. Un coin de forêt est défriché pour y créer des pâtures pour le bétail.
Le domaine du Rouge-Cloître — du XVIe siècle jusqu’à aujourd’hui — est un lieu prisé des amateurs de la nature, que ce soit pour y chasser (aux XVIe et XVIIe siècles), s’y reposer ou s'y promener.

## Histoire

### Origine et fondation
Un ermitage est construit en 1366 par un prêtre, Gilles Olivier, et un laïc nommé Walter van der Molen. Selon Émile Poumon, les trois protagonistes sont l'ermite Égide Olivier, rejoint par son ami Guillaume Daniels, chanoine de Sainte-Gudule, le troisième compagnon étant le bourgeois Gautier Vandermolen, dont l'appui financier permit d'édifier le monastère, en 1374, sur le terrain concédé par la duchesse Jeanne, selon l'ordonnance du 1er mars 1368.
L'ermitage est un bâtiment en poutrelles et en pisé, recouverts de tuiles pilées; il est doté d’une chapelle et de cellules pour neuf ermites. Le prêtre Guillaume Daneels, de la paroisse de Boendael, leur célèbre la messe de temps à autre, comme l'atteste la duchesse Jeanne de Brabant dans la charte de fondation, le 1er mars 1367. Peu après, entre 1367 et 1369, le petit groupe, s’inspirant du prieuré voisin de Groenendael, adopte la règle de saint Augustin pour leur vie en communauté.
La communauté religieuse pratique alors la pauvreté et se livre dans l’isolement à la prière, à la méditation, à la vie contemplative. En 1369, elle obtient la consécration de sa chapelle qui est dédiée à Saint Paul, le droit d’édifier un autel et de lire les offices, mais pas celui d’administrer les sacrements. En 1372, elle reçoit l’approbation de son mode de vie, de ses règles liturgiques, de son institution même.
En 1373, ils agrandissent les bâtiments, consacrent un nouvel autel et un cimetière. La fondation est approuvée cette même année par Gérard de Dainville, évêque de Cambrai. Elle est affiliée en 1374 à l’ordre des chanoines réguliers de saint Augustin par le prieuré de Groenendael, dont la communauté est géographiquement proche. Guillaume Daneels est désigné en 1374 premier prieur de la nouvelle communauté. En 1381 elle entreprend la construction de l’église après avoir reçu de la duchesse Jeanne de Brabant les terres et étangs des environs ainsi que certains privilèges et exemption d’impôts.

### Développement et renommée

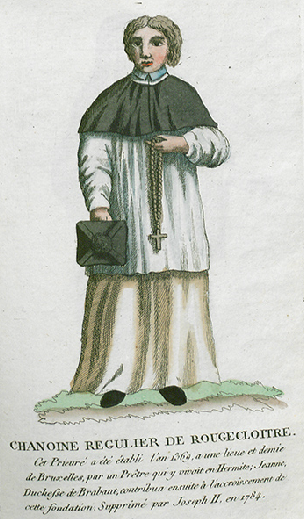
Chanoine régulier de Rouge-Cloître.

Vers 1400, une enceinte, dont une partie subsiste encore aujourd’hui, est édifiée autour du domaine. 
En 1402, avec d’autres prieurés brabançons, le Rouge-Cloître forme une congrégation (ou Chapitre général) dont Groenendael prit la tête. En 1412, avec la congrégation de Groenendael, l’abbaye rejoint la Congrégation de Windesheim. Les premiers siècles du prieuré sont marqués par une grande dévotion et l’aisance matérielle. Le prieuré possède une riche bibliothèque ainsi qu’un atelier d’enluminure réputé. Un catalogue des manuscrits de la bibliothèque datant de 1487 témoigne de son importance au Moyen Âge. Rouge-Cloître s'est en effet fait connaître par ses études historiques et théologiques.
Au XVIe siècle, le monastère est un des plus prestigieux des Pays-Bas espagnols, sa proximité de la ville de Bruxelles y contribuant pour beaucoup. Charles Quint et, plus tard, les archiducs Albert de Habsbourg (1559-1621) et Isabelle-Claire-Eugénie d'Autriche, y séjournent, comme d'ailleurs beaucoup d’autres personnages importants.
L’église en grès blanc est décorée de toiles de l'atelier de Rubens.

### Déclin et suppression
À la fin du XVIe siècle, lors de la révolte des Gueux, le prieuré est pillé et les chanoines sont contraints à se réfugier à Bruxelles jusqu’à la fin des troubles.
Une seconde catastrophe arrive, en 1693, quand un incendie ravage une partie des bâtiments. La bibliothèque, qui contient de précieux manuscrits enluminés, des livres anciens et des reliures de valeur, est épargnée.
Le monastère sera supprimé à la suite de l'édit du 17 mars 1783 de l'empereur Joseph II, celui-ci désirant assainir les finances publiques. Les objets de valeur sont enlevés le 13 avril 1784. L'édit supprimait certains couvents déclarés « inutiles » car vivant de la dîme pressurisant le peuple, sans contrepartie, selon Joseph II et le gouvernement impérial, pour la société ; couvents « où l'on ne mène qu'une vie purement contemplative et parfaitement inutile à la religion, à l'État et au prochain ». C'est ainsi que les livres seront déposés  plus tard par les autorités impériales à la bibliothèque impériale de Vienne, où ils se trouvent toujours, certains livres toutefois suivront un parcours non officiel et seront vendus contrairement aux directives ou volés par des particuliers.

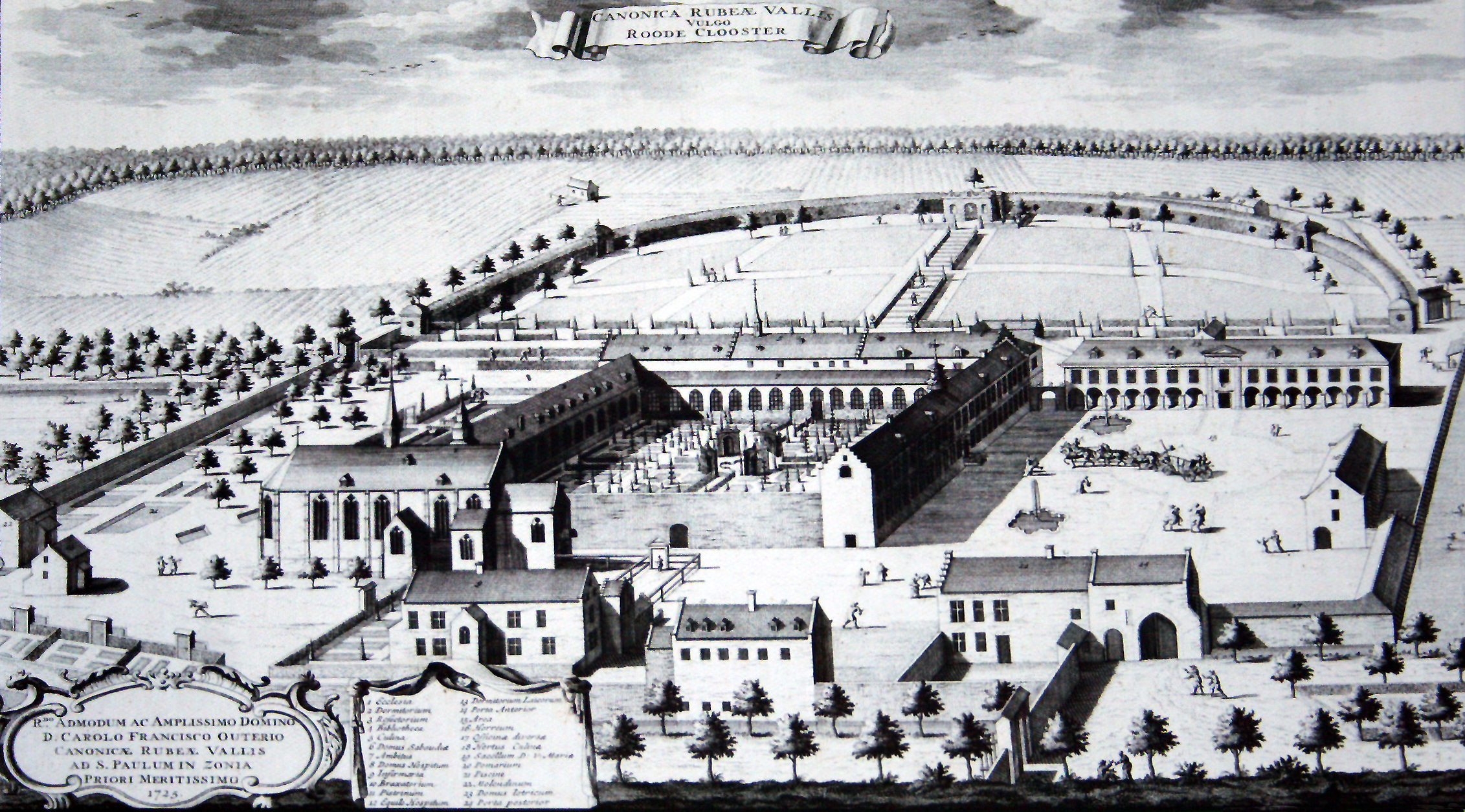
Le Rouge-Cloître en 1725 - gravure de Petrus de Doncker.

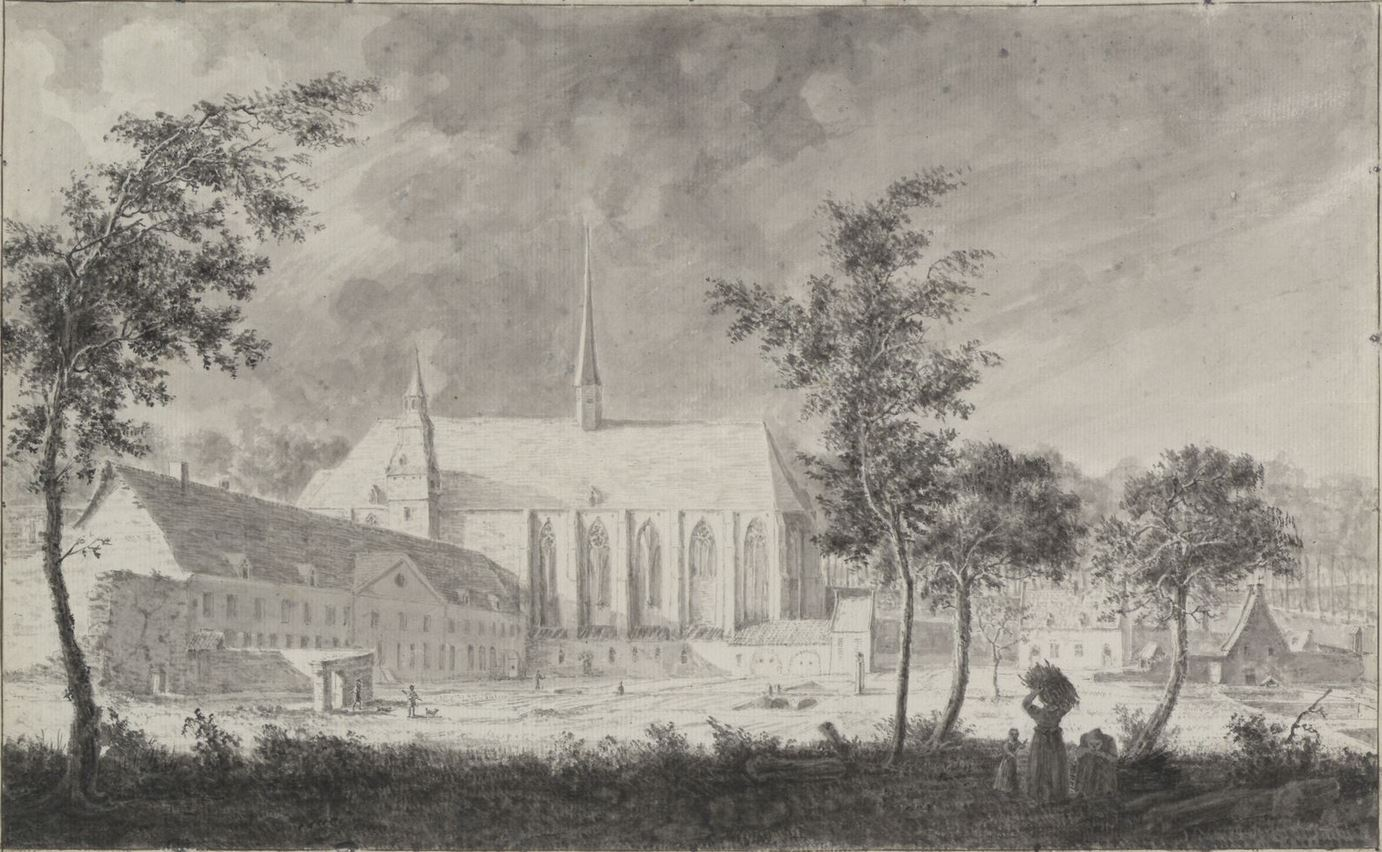
Le Rouge-Cloître par Paul Vitzthumb.

Six ans plus tard, en 1790, à la suite de la remise en place des anciennes institutions, grâce à la victoire de la révolution brabançonne sur les Impériaux, seize chanoines reviennent s’installer au Rouge-Cloître. Les religieux ont en effet racheté l'abbaye aux États de Brabant, un an plus tôt, en juillet 1789, pour 58 000 florins. Cependant, en 1792, les hussards français pillent l’abbaye qui, de plus, est occupée par un détachement. La fin vient en 1796 avec la suppression des monastères décrétée par le Directoire français, seuls quelques constructions étant conservées. Le 14 juin 1798, les bâtiments sont vendus comme  biens nationaux. L’église est entièrement détruite lors d’un incendie en 1805.

### Diverses affectations
L’urbanisation et la construction de routes et de chaussées rognent les abords du site. Différents projets d’assèchement des étangs, de lotissement et même d’aménagement d’un parc zoologique n’ont pas abouti. En 1872, Romain Govaert, père de Félix Govaert, réussit à acquérir tout le domaine, y compris champs et étangs, mais à partir du 1er juin 1910, c'est l'État qui en est propriétaire.
Les bâtiments du site, morcelés en plusieurs lots, connaissent les affectations les plus diverses : filature de coton, teinturerie, fabrique de munitions, atelier de tailleur de pierre, hôtel, restaurants et cafés. Le plus grand bâtiment, qui servait autrefois de dortoir, a été converti en restaurant. L’ancienne Maison de Savoie, construite en 1535, et qui hébergeait le réfectoire et les logements des hôtes de passage, a été transformée en restaurant et café. Il subsiste aussi les restes du moulin.

## Personnalités
- Jean Gielemans (1427-1487), sous-prieur au Rouge-Cloître, était un hagiographe de renom. Il fut l'un des hagiographes les plus appréciés du XVIe siècle[2].
- Frappé de grave maladie mentale, le peintre Hugo Van der Goes (1440-1482) se retire, en 1477, comme frère convers au prieuré. Il y passe ses dernières années, tout en continuant à peindre. Selon Émile Poumon[2], Hugo Van der Goes vécut au Rouge-Cloître de la Toussaint 1475 à sa mort.
- Léon Houyoux, artiste peintre, a vécu dans la conciergerie du Rouge-Cloître.
- L'artiste Désiré Haine a vécu plusieurs années dans l'enceinte du prieuré vers 1975.

## Le Rouge-Cloître aujourd’hui

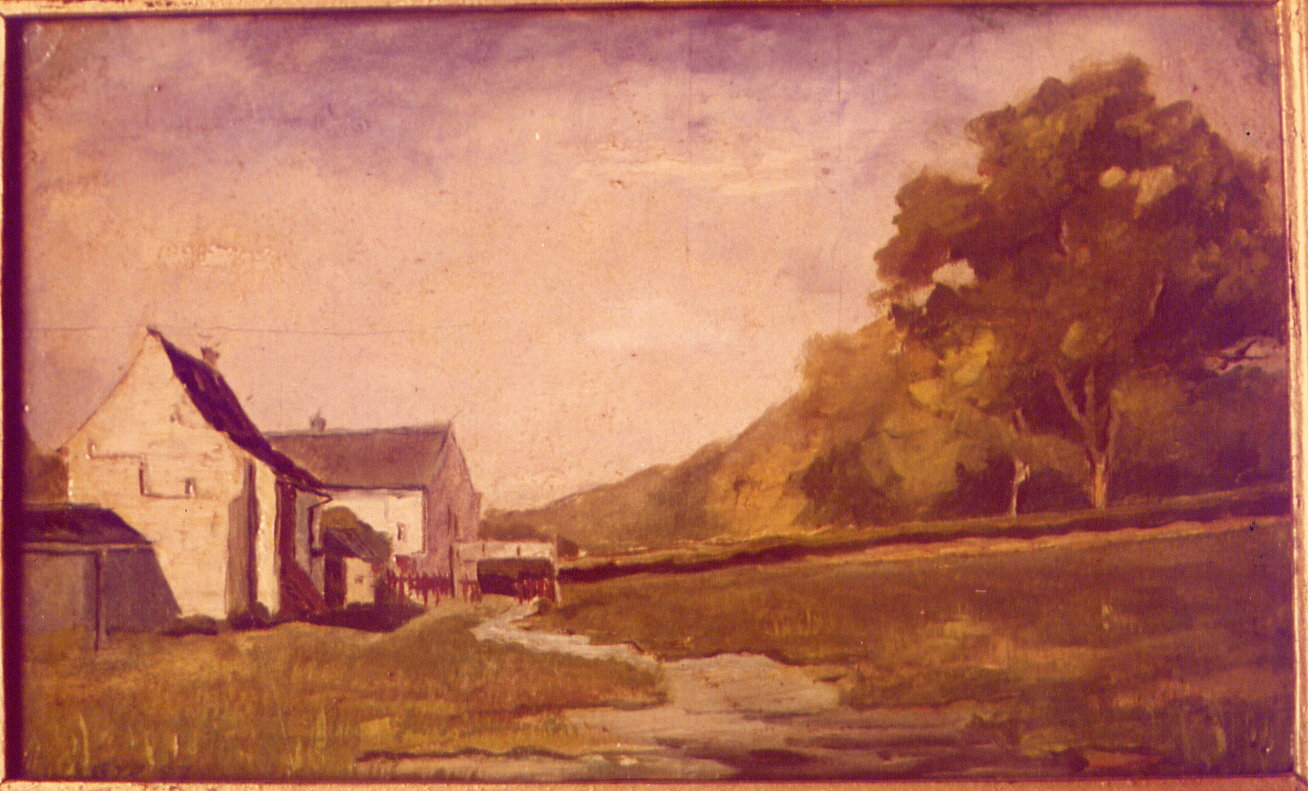
L'abbaye du Rouge-Cloître en 1897, peinture par Gabriel van Dievoet (1875-1934)

| ___ | Ce site est desservi par la station de métro : Herrmann-Debroux. |

 ou prendre le tram 44 et descendre à Auderghem-Forêt.

### Site classé et propriété de Bruxelles
Le domaine, acquis par la famille Beruck en 1910, est classé en 1959. Il devient propriété de la Région de Bruxelles-Capitale en 1992. Le site de l’abbaye est cependant fort dégradé et les bâtiments qui ont échappé à la destruction ne donnent qu’une faible idée de la splendeur passée. Des programmes de fouilles archéologiques et de restauration des constructions et du mur d’enceinte sont mis en œuvre.
Le site de Rouge-Cloître, comme il l’est depuis longtemps, reste un lieu de prédilection pour les promeneurs et les artistes qui, attirés par le charme de l’ancien prieuré et sa position de porte de la forêt de Soignes, fréquentent le lieu. Une partie du site intra et extra-muros est classée réserve naturelle et intégrée au réseau européen Natura 2000. Cette mise en valeur vise notamment à restaurer le réseau hydraulique mis en place par les chanoines. Pour sa part, l’Institut Bruxellois de Gestion de l'Environnement (IBGE) a entamé, en 2006, les travaux d’aménagement des jardins historiques de l'ancien prieuré.

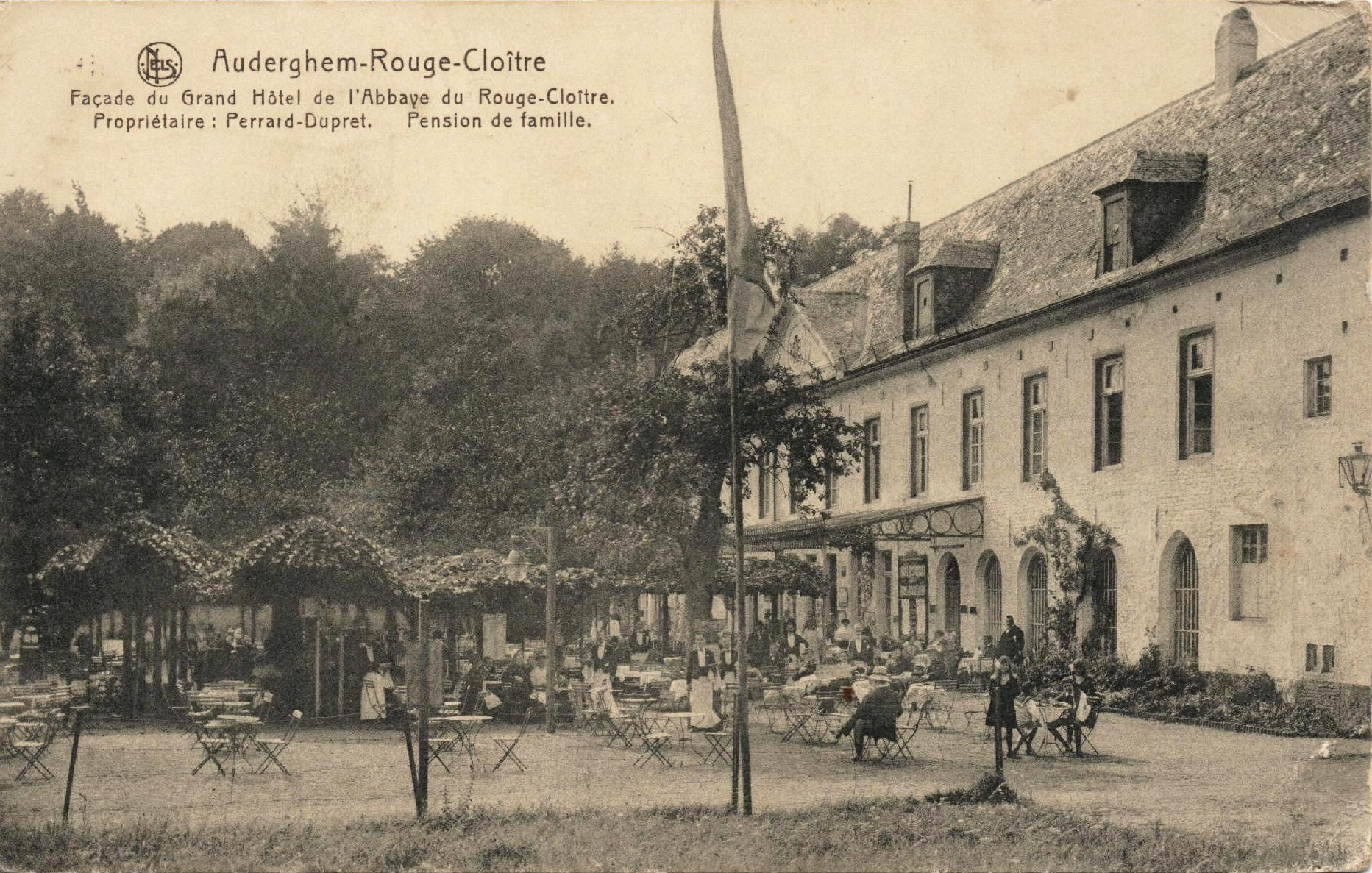
L'hôtel-restaurant du Rouge-Cloître vers 1920.

### Fouilles archéologiques
Depuis 1999, des fouilles, sondages et évaluations archéologiques ont été menés pour le compte de la Direction des Monuments et des Sites de la Région bruxelloise. L’infirmerie, la brasserie et le moulin ont ainsi été repérés et dégagés dès 2001-2002. Le mécanisme du moulin a également été retrouvé. En 2003, c’est plus particulièrement l’emplacement de l’ancienne église, des ailes disparues du cloître et de l’ancienne brasserie qui ont fait l’objet de l’attention des membres de l’équipe archéologique.
En ce qui concerne le cloître, une aile est parfaitement conservée. Une autre a été profondément remaniée pour accueillir les ateliers d’artistes. Les deux autres ailes du cloître ont été arasées vers 1800. Quant à la brasserie, dont le mur extérieur est véritablement inclus dans le tracé du mur d’enceinte, elle présente encore des sols en place ainsi que des fours qui permettront d’étudier le processus de fabrication traditionnel de la bière.

### Patrimoine architectural et environnemental

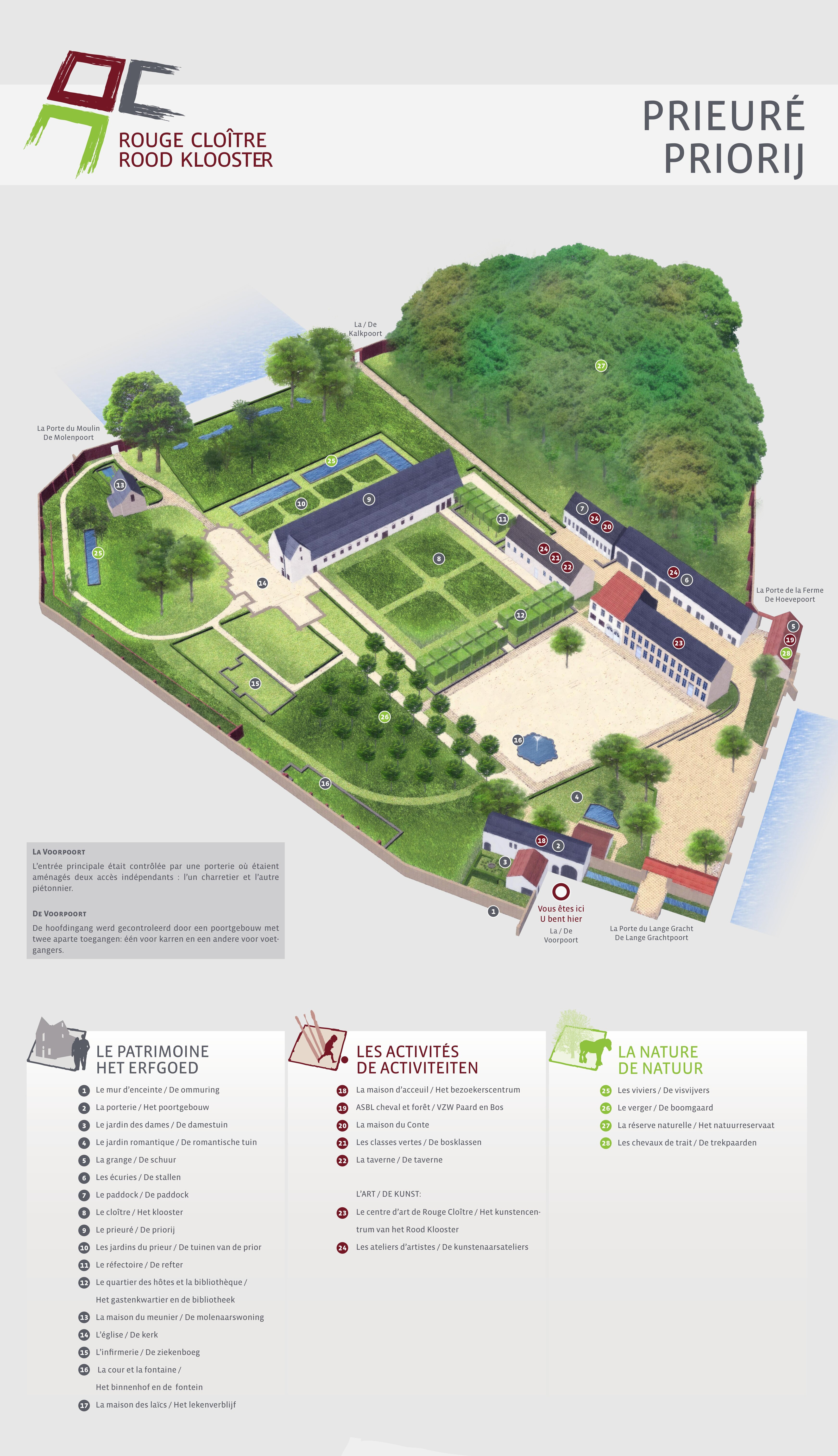
Le Prieuré du Rouge-Cloître en perspective.

On peut voir aujourd’hui l’enceinte, le prieuré du XVIIIe siècle proprement dit, les dortoirs, l’ancienne ferme prieurale, belle construction carrée à un étage, les anciennes dépendances avec leur manège et les écuries, ou encore la maison du meunier (appelée Maison de Bastien) ou celle du portier. Les moulins d’antan ont disparu et les étangs, établis sur d’anciens marécages au Moyen Âge ne portent plus les marques de la pisciculture qu’on y pratiqua.

### Le Centre d’Art du Rouge-Cloître
Les bâtiments subsistants du prieuré accueillent aujourd’hui le Centre d'Art du Rouge-Cloître. Ce dernier organise des expositions artistiques et des ateliers de sensibilisation à l’art, pour les enfants. Il organise, d'autre part, des ateliers d’artistes, comme la Maison du Conte de Bruxelles et ses  spectacles, pour les adultes et le jeune public. Il soutient Cheval et forêt, une association qui cherche à mettre en valeur les chevaux de trait belges et qui organise des démonstrations de débardage.

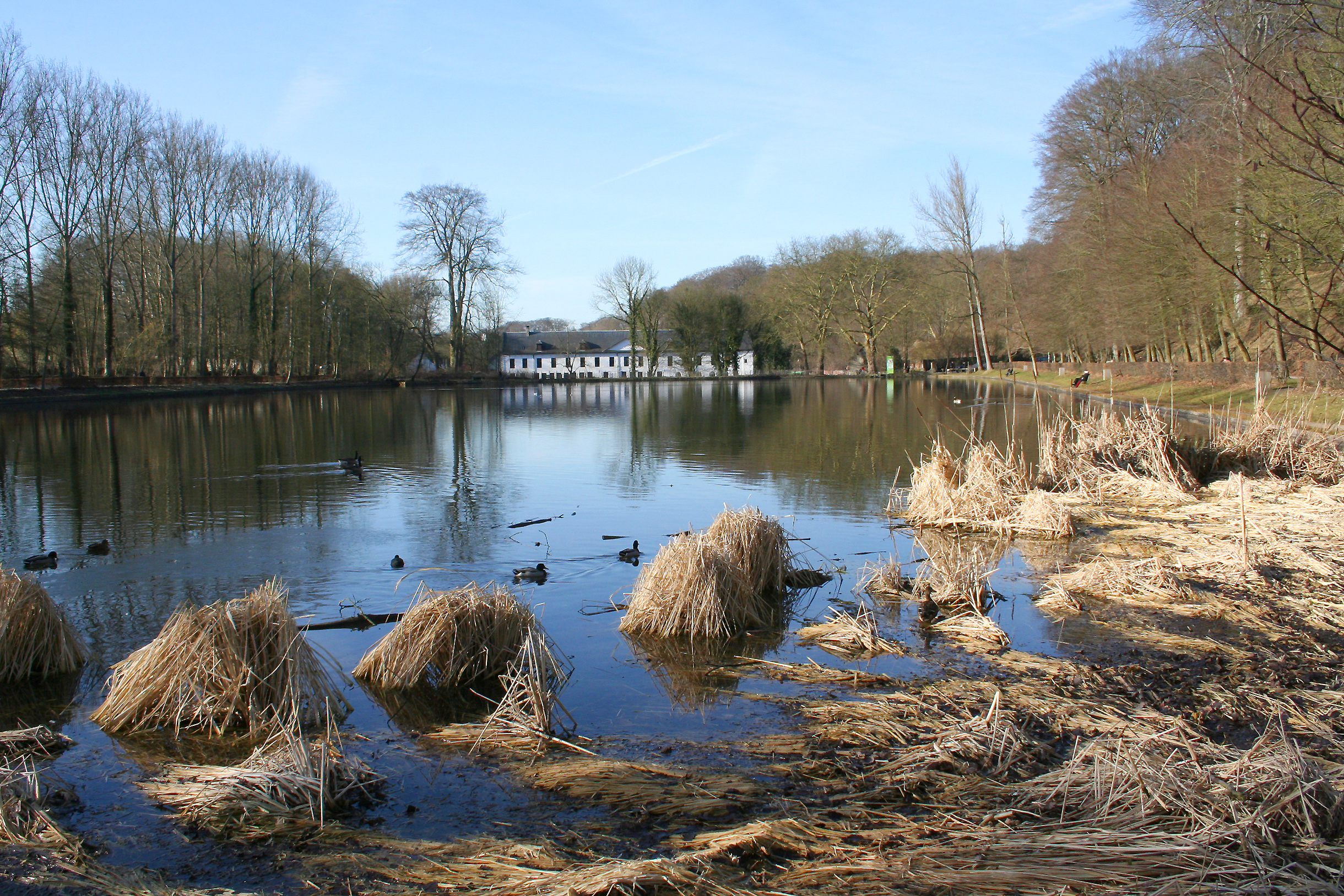
L'étang du Moulin et le prieuré.

## Pour compléter